# The Friends of Mr Cairo
The Friends Of Mr Cairo (Przyjaciele pana Cairo) – wydany w 1981 roku, drugi album duetu Jon and Vangelis.
Tytułowy utwór i towarzyszący mu teledysk jest hołdem dla klasycznych hollywoodzkich filmów noir z lat 30. i 40. Joel Cairo (Mr Cairo) to nazwisko postaci granej przez Petera Lorre w filmie Johna Hustona Sokół Maltański z 1941 roku z Humphreyem Bogartem i Mary Astor w rolach głównych.

## Lista utworów

### Pierwsze wydanie

#### Strona A
1. The Friends of Mr Cairo – 12:04
2. Back to School – 5:06
3. Outside of This (Inside of That) – 5:00

#### Strona B
1. State of Independence – 7:53
2. Beside – 4:08
3. The Mayflower – 6:35

### Drugie wydanie

#### Strona A
1. I'll Find My Way Home – 4:29
2. State of Independence – 7:53
3. Beside – 4:08
4. The Mayflower – 6:35

#### Strona B
1. The Friends of Mr Cairo – 12:04
2. Back to School – 5:06
3. Outside of This (Inside of That) – 5:00

### CD
1. I'll Find My Way Home – 4:31
2. State of Independence – 7:57
3. Beside – 4:12
4. The Mayflower – 6:39
5. The Friends of Mr Cairo – 12:10
6. Back to School – 5:10
7. Outside of This (Inside of That) – 5:03